# Histamin
Histamin er et amin, der dannes i kroppen. Det virker som et hormon, der har indflydelse på dele af immunforsvaret og fordøjelsessystemet. Desuden virker stoffet som neurotransmitter, og det er det stof, som kroppen danner under overfølsomhedsreaktioner.  

## Dannelse og stofskifte
Kemisk set er histamin et 2-(4-imidazolyl)etylamin, og det kan beskrives med følgende data: 
- Massefylde= 111,15
- Smeltepunkt= 86° C.
- Bruttoformel: C5H9N3
- CAS-nummer: 51-45-6
- Opløselighed: Opløseligt i vand og alkohol, med kun lidt æter

Histamin bliver dannet ved, at karboxylgruppen bliver fjernet fra aminosyren histidin. Det er en reaktion, der fremkaldes ved hjælp af enzymet L-histidindecarboxylase. Histamin er et hydrofilt amin, og når det først er dannet, bliver det enten oplagret eller hurtigt gjort inaktivt. Histamin nedbrydes af enzymerne histamin-N-metyltransferase og diaminoxidase, og man formoder, at det er bundet til et transportstof under flytning i kroppen. Visse former for madforgiftning skyldes omdannelse af histidin til histamin i fordærvede fødevarer. Det samme kan ske ved visse fermenteringsprocesser, så surkål, cider, øl og vin i uheldigste fald kan indeholde farlige mængder histamin.

## Opbevaring og frigivelse
Det meste af histaminet i vævene findes som korn i mastcellerne. Mastceller er særligt talrige omkring udsatte steder: næse, mund og fødder. Desuden findes de langs kroppens indre overflader (slimhinder) og ved blodkarrene. Histamin findes dog også i ikke-mastceller, særligt i hjernen, hvor de virker som signalstof. Endnu et sted, hvor histamin bliver opbevaret og frigjort fra, er de såkaldte enterokromatin-lignende celler i mavesækken.
Mastcellernes vigtigste funktion er forbundet med immunforsvaret. Når disse celler er blevet påvirket af antigener, som har sat sig fast på deres membraner, går de små korn i stykker ved første kontakt med det rette antistof, og histaminet tømmes ud i vævet. Visse andre aminer, f.eks. morfin og tubocurarin, kan erstatte histaminet i kornene og tvinge det ud i vævene.

## Virkemåde
Histamin virker i kombination med nogle specielle receptorer på cellerne. Man har indtil videre fundet fire histaminreceptorer, som benævnes H1, H2, H3 og H4. De tilhører alle gruppen af GPCR, G-protein-koblede receptorer.
- H1 receptorerne findes på den glatte muskulatur, slimhinderne og i centralnervesystemet. Ved aktivering med histamin fremkalder de karudvidelse, forsnævring af bronkierne, forøgelse af blodkarrenes gennemtrængelighed, aktivering af den glatte muskulatur, smerte og kløe efter insektstik og ved overfølsomhed (høfeber). Det er også disse receptorer, som fremkalder transportsyge.
- H2 receptorerne findes i bestemte celler i mavesækken, hvor de regulerer udskillelsen af mavesyre.
- H3 receptorerne findes i hjernen, hvor de bevirker, at der sker en nedsat frigivelse af signalstofer som acetylcholin, norepinefrin og serotonin.
- H4 receptorerne findes i knoglemarven, flere indre organer og i endetarmen, men deres rolle er endnu ukendt.

## Søvnregulering
Histamin frigives og virker som en neurotransmitter. De neuroner, der frigiver histamin, findes i den bagerste del af hypothalamus. Derfra strækker disse neuroner sig gennem hjernen og helt frem til hjernebarken i forhjernen. Man ved, at histaminet regulerer søvn, og derfor virkede de første antihistaminer (som blokerede H1-receptorerne) også sløvende. Tilsvarende vil en ødelæggelse af de histaminudskillende neuroner eller en blokering af histamindannelsen gøre det svært at holde sig vågen. Omvendt vil H3-receptorerne, der selv frigiver mere histamin, vedligeholde den vågne tilstand.
Det er vist, at de histaminfrigivende neuroner er de mest afgørende for søvn/vågen-mekanismen. De frigiver stoffet meget hurtigt under opvågning, mere langsomt under afslappelse og træthed, og de standser helt frigivelsen under både REM-søvn og almindelig søvn. Hos dyr har man konstateret, at disse neuroner afgiver histamin lige før dyret viser tegn på at vågne.

## Histamin-ubalancer
Histapeni (mangel på histamin) og histadeli (overskud af histamin) kan fremkalde både nervemæssige og fysiske sygdomme.

### Virkninger på kønslivet
Forskning har vist, at histamin frigives fra mastceller i kønsdelene som et led i menneskers orgasme, og at histaminfrigivelse er forbundet med kvinders sexrødmen. Mænd med et højt indhold af histamin kan lide af for tidlig sædafgang.

### Andre virkninger
Histapeni (histaminmangel)
mundbetændelse, hovedpine eller allergi, kraftig hårvækst på kroppen, storhedsvanvid, mistænksomhed, tankeforvirring, forfølgelsesvanvid, ringen for ørerne og unormal opfattelse af syns- og høreindtryk.
Histadeli (histaminoverskud)
hyperaktivitet, manier, indre spændinger, hukommelsestab, fobier, kronisk depression, selvmordstanker, lav smertetærskel, højt stofskifte, slank kropsbygning, voldsomme svedeture, årstidsbestemte allergier, hyppige forkølelser.

## Eksterne links
- Om histaminoverskud (på engelsk)
- Hvad er histamin, og hvad gør det? (på engelsk)
- Histaminets allergivirkning Arkiveret 28. april 2006 hos  Wayback Machine (på engelsk)
- Meget grundig artikel om histamin Arkiveret 26. januar 2007 hos  Wayback Machine (på fransk)